# Acalymma
Acalymma là một chi bọ cánh cứng thuộc họ Chrysomelidae, phân bố ở Tân Thế giới. Có khoảng 72 loài đã được miêu tả ở miền tây Hemisphere.

## Các loài
- Acalymma bertoluccii Gilbert Clark, 2007 [2]
- Acalymma albidovittatum (Baly, 1889)
- Acalymma albipe (Sturm, 1826)
- Acalymma annulatum (Suffrian, 1867)
- Acalymma balyanum (Gahan, 1891)
- Acalymma bechynei Cabrera, 1999
- Acalymma bisignatum (Jacoby, 1887)
- Acalymma bivittatum (Fabricius, 1801)
- Acalymma bivittulum (Kirsch, 1883)
- Acalymma blandulum (LeConte, 1868)
- Acalymma blomorum Munroe & Smith, 1980
- Acalymma bohemani (Jacoby, 1887)
- Acalymma bruchii (Bowditch, 1911)
- Acalymma carinipenne (Bowditch, 1911)
- Acalymma catae Bechyne & Bechyne, 1968
- Acalymma caucum Bechyne, 1956
- Acalymma cereum (Jacoby, 1887)
- Acalymma chinchaensis Bechyne, 1958
- Acalymma consimile (Baly, 1886)
- Acalymma cornutum (Baly, 1886)
- Acalymma coruscum (Harold, 1875)
- Acalymma cryptogrammum Bechyne & Bechyne, 1968
- Acalymma dejeani (Jacoby, 1887)
- Acalymma demissum (Erichson, 1847)
- Acalymma dohrni (Jacoby, 1887)
- Acalymma doradense (Christensen, 1943)
- Acalymma fairmairei (Baly, 1886)
- Acalymma flavovittatum (Baly, 1886)
- Acalymma gouldi (Barber, 1947)
- Acalymma granulipenne (Bowditch, 1911)
- Acalymma hirsutum (Jacoby, 1887)
- Acalymma hirtum (Jacoby, 1887)
- Acalymma horni (Jacoby, 1887)
- Acalymma incertum (Baly, 1886)
- Acalymma incum (Bowditch, 1911)
- Acalymma innumbum (Fabricius, 1775)
- Acalymma invenustum Munroe & Smith, 1980
- Acalymma isogenum Bechyne & Bechyne, 1968
- Acalymma kirschi (Baly, 1886)
- Acalymma laetabile (Baly, 1886)
- Acalymma limbatum (Waterhouse, 1877)
- Acalymma longicolle (Jacoby, 1887)
- Acalymma luridifrons Munroe & Smith, 1980
- Acalymma mediovittatum (Baly, 1886)
- Acalymma microfidium Bechyne, 1956
- Acalymma mysticum (Jacoby, 1887)
- Acalymma obscurofasciatum (Jacoby, 1887)
- Acalymma palomarense Munroe & Smith, 1980
- Acalymma peregrinum (Jacoby, 1892)
- Acalymma perijum Bechyne & Bechyne, 1968
- Acalymma perplexum (Baly, 1886)
- Acalymma porosum (Jacoby, 1887)
- Acalymma punctatum Bechyne, 1958
- Acalymma quadrilineatum (Latreille, 1913)
- Acalymma quadrivittatum (Latreille, 1813)
- Acalymma quinquelineata (Latreille, 1813)
- Acalymma rubeolum Bechyne, 1958
- Acalymma satellitium (Jacoby, 1887)
- Acalymma semicaeruleum (Jacoby, 1887)
- Acalymma semifemoratum (Gahan, 1891)
- Acalymma setosum (Baly, 1886)
- Acalymma solarianum Bechyne & Bechyne, 1962
- Acalymma subaeneum (Jacoby, 1887)
- Acalymma suturale (Olivier, 1791)
- Acalymma thiemei (Baly, 1886)
- Acalymma trivittatum (Mannerheim, 1843)
- Acalymma venale (Erichson, 1847)
- Acalymma vinctum (LeConte, 1878)
- Acalymma vittatipenne (Baly, 1886)
- Acalymma vittatum (Fabricius, 1775)
- Acalymma vittigerum (Boheman, 1859)
- Acalymma xanthographum Bechyne, 1955

## Hình ảnh

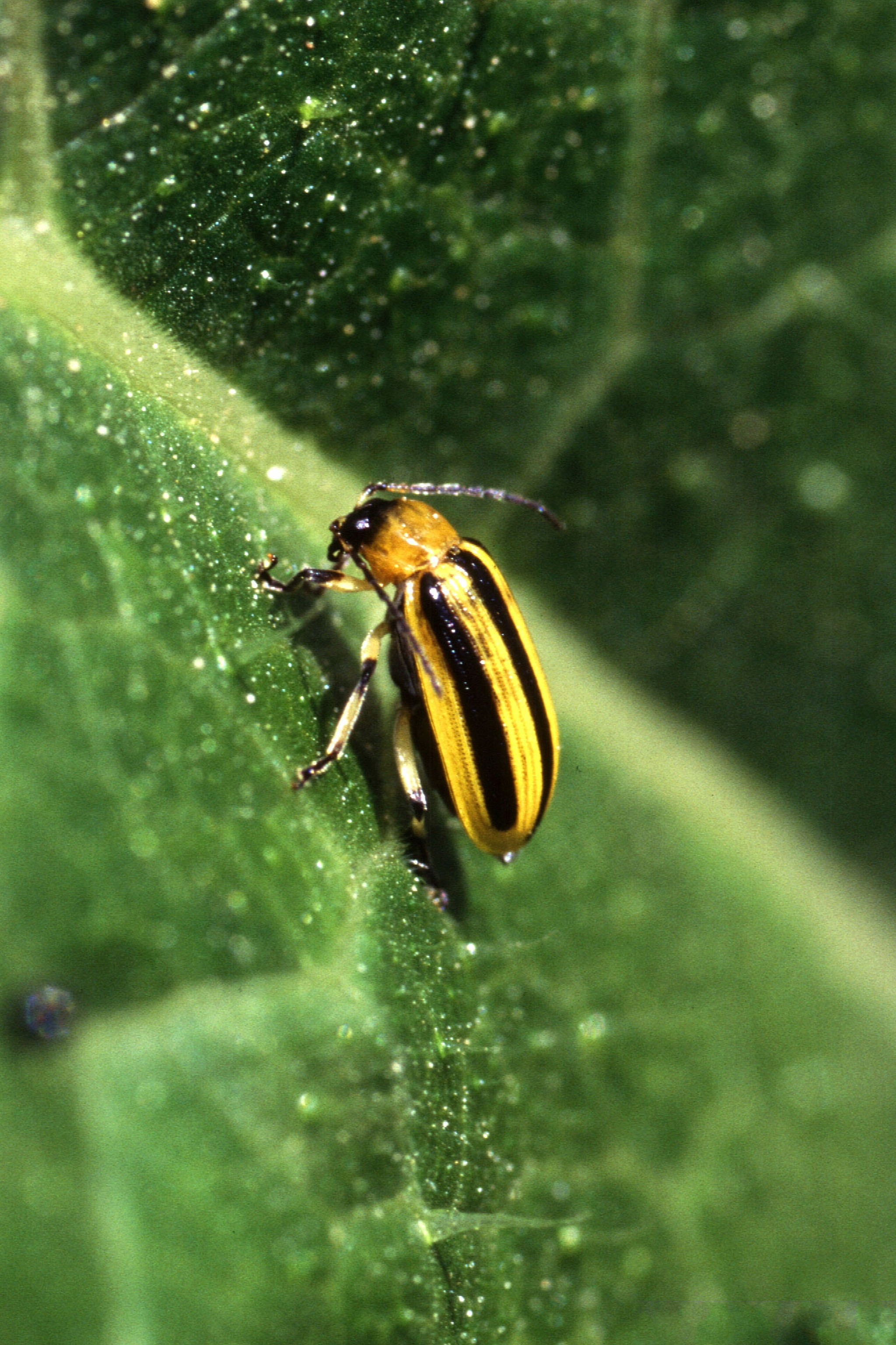